# Västergötlands runinskrifter 143
Västergötlands runinskrifter 143 är en medeltida runristad kistlocksformad gravhäll av sandsten som funnits vid Näs kyrka, Näs socken och Falköpings kommun. Stenen är reliefhuggen och trefasad och är 1,70 meter gånger 0,49 meter stor. Den fanns tidigare på kyrkogården, »vid vapenhuset», men förvaras sedan 1877 på SHM.

## Inskriften
Translitterering av runraden:
+ hær ÷ ligr ÷ þorkel ÷ ʀnksti + ¶ + son ÷ dahlanks ÷ ok ÷ steno +
Normalisering till äldre fornsvenska:
Her liggʀ Þorkell, yngsti sunn Daglangs ok Stæinu.
Översättning till nusvenska:
Här ligger Torkel, Daglångs och Stenas yngste son.